# تپه سیدلر
تپه سید لر مربوط به هزاره ۳و ۲ قم است و در شهرستان مشگین‌شهر، بخش مرکزی، دهستان مشکین غربی، روستای میرکندی واقع شده و این اثر در تاریخ ۲۸ اسفند ۱۳۸۵ با شمارهٔ ثبت ۱۹۰۰۹ به‌عنوان یکی از آثار ملی ایران به ثبت رسیده است.